# República de l'Ararat
La república de l'Ararat fou el nom donat a un estat kurd establert el 1928 a la província d'Ağrı.
Mentre es revoltaven els kurds kurmanci, el 3 d'octubre de 1927 es va formar la Lliga Nacional Kurda Hoyboun (Independència) per la fusió de tots els antics comitès kurds a Turquia, i Ihsan Nuri Pasha de Bidlis fou nomenat general suprem, mentre la presidència de la lliga corresponia a Ibrahim Heski (Huske Teli), que van administrar la regió de facto acollint-se a la independència reconeguda pel tractat de Sevres de 1920. Es van celebrar converses amb els turcs el 1928 a Shaykli Köprü. Es va oferir amnistia però els kurds que s'hi van acollir foren executats.
Llavors es va iniciar l'anomenada revolta de l'Agri Dagh (Ararat) amb l'establiment formal d'una república kurda coneguda com a República de l'Ararat. Ben organitzats i dirigits, els kurds van obtenir diverses victòries espectaculars, però van acabar derrotats per la superioritat en armament (artilleria i aviació que els kurds no tenien) i homes dels turcs (45.000 soldats turcs contra 5000 kurds). Les crides dels turcs a la Lliga de Nacions i les potències foren ignorades. La darrera resistència kurda va quedar dominada el 1931.
La llei turca del 5 de maig de 1932 va organitzar la deportació dels kurds (a partir de 1934). La nació kurda fou suprimida jurídicament i els kurds van passar en endavant a ser turcs de la muntanya.

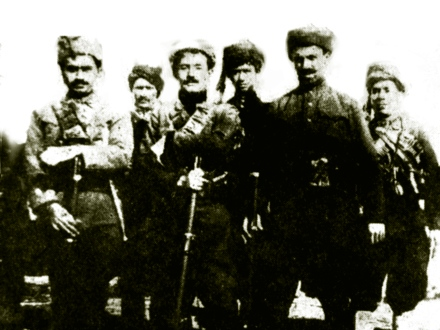
D'esquerra a dreta: Sipkanlı Halis Bey, Ihsan Nuri Pasha, Hasenanlı Ferzende Bey